# میخائیل یوژنی
میخائیل یوژنی (به روسی: Михаил Южный) (زاده ۲۵ ژوئن ۱۹۸۲- مسکو) تنیس‌باز اهل کشور روسیه است.
یوژنی در مسابقات بین‌المللی مهمی شرکت کرده است که می‌توان به صعود وی به مرحله نیمه نهایی مسابقات تنیس آزاد آمریکا و همچنین قهرمانی در مسابقات دیویس کاپ تیمی در سال ۲۰۰۲ و ۲۰۰۶ اشاره کرد، بهترین رتبه وی در رتبه‌بندی جهانی تنیس ۸ (۲۸ ژانویه ۲۰۰۸) بوده است.